# Órgano eléctrico (biología)

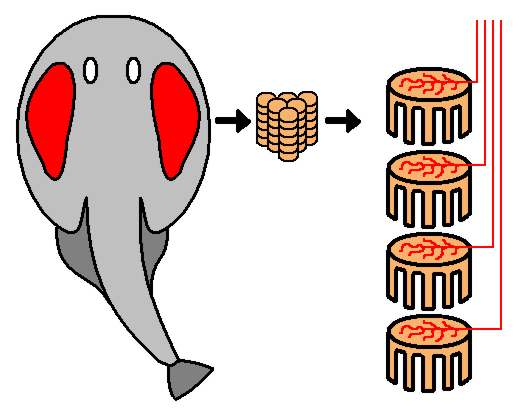
Ubicación del órgano eléctrico y los electrolitos en una raya eléctrica (Torpediniformes)

En biología, un órgano eléctrico es un órgano común de todos los peces eléctricos que se usa para crear un campo eléctrico. El órgano eléctrico deriva de tejido muscular o nervioso modificado. La descarga eléctrica de este órgano se usa para navegación, comunicación, apareamiento, defensa, y en ocasiones para incapacitar a las presas.

## Historia de la investigación
En la década de 1770, la Royal Society publicó varios artículos de Hunter, Walsh y Williamson sobre los órganos eléctricos de los peces torpedo y las anguilas eléctricas, que podrían haber tenido influencia en el pensamiento de Luigi Galvani y Alessandro Volta, los fundadores de la electrofisiología y la electroquímica.
En el siglo XIX, Charles Darwin describió el órgano eléctrico en su libro El origen de las especies como ejemplo probable de evolución convergente:

«Pero si los órganos eléctricos se han heredado de un progenitor antiguo, podríamos esperar que todos los peces eléctricos estuvieran especialmente relacionados entre ellos (…) Me inclino a creer que de una forma casi igual en que dos hombres han acertado a veces con el mismo invento de forma independiente, así la selección natural, trabajando por el bien de cada ser y aprovechando variaciones análogas, ha modificado en ocasiones en una forma muy similar dos partes de dos seres orgánicos».

Desde el siglo XX, los órganos eléctricos se han estudiado exhaustivamente, como en el pionero artículo de Hans Lissmann de 1951 y la revisión de su función y evolución en 1958. Más recientemente, en 1982, se utilizaron electrocitos del Torpedo californica en la primera secuenciación del receptor de acetilcolina, y de anguila eléctrica en la primera secuenciación de canales de sodio activados por voltaje en 1984.

## Evolución
Los órganos eléctricos han evolucionado al menos seis veces en distintos peces teleósteos y elasmobranquios. Concretamente, han evolucionado de forma convergente en los grupos de peces eléctricos mormínidos africanos y gimnótidos sudamericanos. Estos dos grupos tienen una relación distante, ya que compartieron un ancestro común antes de que el supercontinente Gondwana se dividiera en los continentes americano y africano, separando a ambos grupos. Un evento de duplicación genómica en el linaje Teleostei permitió la neofuncionalización del gen del canal de sodio activado por voltaje Scn4aa que produce descargas eléctricas.
Aunque investigaciones previas apuntaban a la convergencia del desarrollo genético exacto de los mismos genes y de vías celulares y de desarrollo para producir un órgano eléctrico en los distintos linajes, investigaciones genómicas más recientes han mostrado más matices. La comparación de transcriptomas de los linajes de mormínidos, siluriformes y gymnotiformes realizada por Liu en 2019 concluyó que aunque no hay una evolución paralela del transcriptoma completo de los órganos eléctricos entre los distintos linajes, existe un número considerable de genes que exhiben cambios paralelos en la expresión génica en las vías y las funciones biológicas. Aunque los órganos eléctricos de estos distintos linajes podrían ser resultado de distintas alteraciones genéticas, los genes que cambiaron su expresión durante la evolución de músculo esquelético a órganos de descarga fueron probablemente genes con funciones similares dentro de sus respectivos organismos. Estos resultados consolidan la hipótesis de que no son los distintos genes, sino las funciones biológicas conservadas las que desempeñan un papel crucial en la convergencia de este fenotipo particularmente complejo. A pesar de que hay distintos genes implicados en el proceso de desarrollo del órgano eléctrico, los resultados definitivos se obtuvieron a través de vías y funciones biológicas similares.
Los electrocitos derivan de músculo esquelético en todos los clados excepto en el Apteronotus (Sudamérica), en el que las células derivan de tejido neuronal.
La función original del órgano eléctrico no se ha establecido por completo, aunque existen investigaciones prometedoras sobre el género Synodontis de peces gato africanos de agua dulce. Esta investigación ilustra que los órganos eléctricos miogénicos simples de Synodontis derivaron de músculos que previamente ejercían una función de generación de sonido.

## Electrocitos

Descarga de electrocitos

Los electrocitos o electroplacas son células utilizadas por anguilas eléctricas, rayas eléctricas y otros peces eléctricos para la electrogénesis. En algunas especies tienen forma alargada, y en otras son células en forma de disco plano. Las anguilas eléctricas tienen varios miles de células de este tipo, cada una de las cuales produce 0,15 V. Funcionan bombeando iones positivos de sodio y potasio fuera de la célula por medio de proteínas de transporte activadas por adenosín trifosfato (ATP). Sinápticamente, los electrocitos funcionan en gran medida como las fibras musculares. Tienen receptores nicotínicos. A pesar del origen compartido de las células musculares esqueléticas y los electrocitos de los órganos eléctricos miogénicos, los órganos eléctricos y los músculos esqueléticos siguen siendo distintos morfológica y fisiológicamente. Algunos de los puntos sustanciales en que difieren estas células son el tamaño (los electrocitos son mucho más grandes) y la falta de cualquier maquinaria de contracción en los electrocitos.
Los conjuntos de electrocitos se han comparado durante mucho tiempo a las pilas voltaicas, y podrían haber inspirado la invención de la batería, ya que la analogía no pasó desapercibida a Alessandro Volta. Aunque el órgano eléctrico es estructuralmente similar a una batería, su ciclo de operación es más como un generador Marx en el que los elementos individuales se cargan lentamente en paralelo, y de pronto se descargan de forma prácticamente simultánea en serie para producir un pulso de alto voltaje.

## Disparo
Para descargar los electrocitos en el momento correcto, la anguila eléctrica utiliza su núcleo marcapasos (MCN), un núcleo de neuronas marcapasos. Cuando una anguila eléctrica localiza una presa, las neuronas marcapasos disparan y se libera acetilcolina de las neuronas electromotoras a los electrocitos. Los electrocitos disparan utilizando los canales de sodio activados por voltaje de uno o los dos lados del electrocito, dependiendo de la complejidad del órgano eléctrico de esa especie. Si el electrocito tiene canales de sodio en ambos lados, la depolarización causada por los potenciales de acción del disparo en un lado del electrocito pueden causar que los canales de sodio del otro lado también disparen.

## Ubicación
En la mayoría de los peces, los órganos eléctricos están orientados para disparar a lo largo de la longitud del cuerpo, normalmente situados por toda la cola y en la musculatura del pez, con órganos eléctricos accesorios más pequeños en la cabeza. No obstante, hay algunas excepciones: en los uranoscópidos y las rayas torpedo, el órgano se encuentra a lo largo del eje dorso-ventral. En la raya torpedo eléctrica, el órgano se ubica cerca de los músculos pectorales y las branquias (ver la imagen de arriba). Los órganos eléctricos de los uranoscópidos se encuentran entre la boca y el ojo. En el pez gato eléctrico, los órganos están ubicados justo debajo de la piel y recubren la mayor parte del cuerpo como una funda.

## Descarga del órgano eléctrico
La descarga eléctrica de órganos es el campo eléctrico generado por los órganos de animales como los peces eléctricos. En algunos casos la descarga eléctrica es fuerte y se utiliza para protegerse de los depredadores; en otros casos es débil y se utiliza para la navegación y la comunicación. Las descargas de los órganos eléctricos de los peces débilmente eléctricos pueden clasificarse de forma general como descargas de tipo onda o de tipo pulso. Las descargas de tipo onda son periódicas cuasi sinusoidales, mientras que las descargas de tipo pulso son muy variables en su duración con intervalos de pausa más largos. La comunicación por medio de descargas del órgano eléctrico se produce cuando un pez utiliza sus propios electrorreceptores para sentir las señales eléctricas de un pez cercano. Los peces eléctricos navegan detectando distorsiones en su campo eléctrico mediante el uso de sus electrorreceptores cutáneos. Las descargas de los órganos eléctricos influyen en la elección de pareja en los peces débilmente eléctricos, ya que se ha demostrado que las hembras se sienten atraídas por las características de las descargas eléctricas de los machos coespecíficos.
Las descargas del órgano eléctrico de peces débilmente eléctricos pueden también clasificarse por tener ondas monofásicas o multifásicas. Estas ondas son mecanísticamente distintas, ya que las ondas monofásicas consisten en un flujo unidireccional de corriente a través de un electrocito, mientras que las ondas multifásicas exhiben un flujo multidireccional a través de un electrocito. Este último mecanismo está asociado con una frecuencia de señal más alta, y evolucionó a partir de la onda monofásica ancestral. Las presiones de la predación son las principales responsables de esta adaptación, ya que los predadores electrorreceptivos de los peces débilmente eléctricos solo son sensibles a bajas frecuencias, permitiendo que los peces que utilizan descargas multifásicas del órgano eléctrico no sean detectados por dichos predadores, a diferencia de los peces monofásicos.